# Logrești
Logrești è un comune della Romania di 2960 abitanti, ubicato nel distretto di Gorj, nella regione storica dell'Oltenia.
Il comune è formato dall'unione di 7 villaggi: Colțești, Frunza, Logrești-Moșteni, Măru, Popești, Seaca, Târgu Logrești.
La sede amministrativa del comune si trova nell'abitato di Târgu Logrești.